# Операция «Snub»
| Плосконосый куб или плосконосый кубооктаэдр | Плосконосый додекаэдр или плосконосый икосододекаэдр |

Две хиральные копии плосконосого куба как альтернирование (красных и зелёных) вершин усечённого кубооктаэдра.

Плосконосый куб можно построить путём преобразования ромбокубооктаэдра с помощью вращения 6 синих квадратных граней пока 12 белых квадрата не станут парами равносторонних треугольников.

Операция snub или отсечение вершин — это операция, применяемая к многогранникам. Термин появился из названий, данных Кеплером двум архимедовым телам — плосконосый куб (cubus simus) и плосконосый додекаэдр (dodecaedron simum). В общем случае плосконосые формы имеют хиральную симметрию двух видов, с ориентацией по часовой стрелке и против часовой стрелки. Согласно названиям Кеплера, отсечение вершин можно рассматривать как  растяжение правильного многогранника, когда исходные грани отодвигаются от центра и поворачиваются относительно центров, вместо исходных вершин добавляются многоугольники с центрами в этих вершинах, а пары треугольников заполняют пространство между исходными рёбрами.
Терминологию обобщил Коксетер со слегка другим определением для более широкого множества однородных многогранников.

## Операция «snub» Конвея
Джон Конвей исследовал обобщённые операции над многогранниками, определяя то, что называется теперь нотацией Конвея для многогранников, которая может быть применена к многогранникам и мозаикам. Конвей назвал операцию Коксетера semi-snub (полу-snub).
В этой нотации snub определяется как композиция двойственного и gyro операторов, {\displaystyle s=dg}, и это эквивалентно последовательности операторов альтернирования, усечения и ambo. Нотация Конвея избегает операции альтернирования, поскольку та применима только к многогранниками с гранями, имеющими чётное число сторон.
|                          | Многогранники | Многогранники   | Многогранники          | Евклидовы мозаики  | Евклидовы мозаики                             | Гиперболические мозаики                                |
| Нотация Конвея           | sT            | sC = sO         | sI = sD                | sQ                 | sH = sΔ                                       | sΔ7                                                    |
| ------------------------ | ------------- | --------------- | ---------------------- | ------------------ | --------------------------------------------- | ------------------------------------------------------ |
| Плосконосый многогранник | Тетраэдр      | Куб или Октаэдр | Икосаэдр или Додекаэдр | Квадратная мозаика | Шестиугольная мозаика или Треугольная мозаика | Семиугольная мозаика или Треугольная мозаика порядка 7 |
| Плосконосый многогранник |               |                 |                        |                    |                                               |                                                        |
| Рисунок                  |               |                 |                        |                    |                                               |                                                        |

В 4-мерных пространствах Конвей считает, что плосконосый 24-ячейник должен называться полуплосконосым 24-ячейником, поскольку он не представляет альтернированный всеусечённый 24-ячейник, как его аналог в 3-мерном пространстве. Вместо этого он является альтернированным усечённым 24-ячейником.

## Операции «snub» Коксетера, правильная и квазиправильная
| Исходное тело                | Полноусечённый многогранник r                                 | Усечённый многогранник t                                        | Альтернированный многогранник h                                                                             |
| Cube                         | Кубооктаэдр Полноусечённый куб                                | Усечённый кубооктаэдр Скошено-усечённый куб                     | Плосконосый кубооктаэдр Плосконосый полноусечённый куб                                                      |
| C                            | CO rC                                                         | tCO trC или trO                                                 | htCO = sCO htrC = srC                                                                                       |
| ---------------------------- | ------------------------------------------------------------- | --------------------------------------------------------------- | --- |
| {4,3}                        | {\displaystyle {\begin{Bmatrix}4\\3\end{Bmatrix}}} или r{4,3} | {\displaystyle t{\begin{Bmatrix}4\\3\end{Bmatrix}}} или tr{4,3} | {\displaystyle ht{\begin{Bmatrix}4\\3\end{Bmatrix}}=s{\begin{Bmatrix}4\\3\end{Bmatrix}}} htr{4,3} = sr{4,3} |
| node_1 · 4 · node · 3 · node | или                                                           | или                                                             | или |
|                              |                                                               |                                                                 | |

Терминология «snub» (отсечения вершин) Коксетера несколько отличается и означает альтернированное усечение, по которому плосконосый куб получается операцией snub (отсечение вершин) из  кубооктаэдра, а плосконосый додекаэдр — из икосододекаэдра. Это определение используется в названиях двух тел Джонсона — плосконосый двуклиноид и плосконосая квадратная антипризма, а также в названиях многогранников более высокой размерности, таких как 4-мерный плосконосый 24-ячейник,  или s{3,4,3}.
Правильный многогранник (или мозаика) с символом Шлефли, {\displaystyle {\begin{Bmatrix}p,q\end{Bmatrix}}} и диаграммой Коксетера  имеет усечение, определённое как {\displaystyle t{\begin{Bmatrix}p,q\end{Bmatrix}}} с диаграммой , и плосконосую форму, определённую как альтернированное усечение {\displaystyle ht{\begin{Bmatrix}p,q\end{Bmatrix}}=s{\begin{Bmatrix}p,q\end{Bmatrix}}} с диаграммой Коксетера . Это построение требует, чтобы q было чётным.
Квазиправильный многогранник {\displaystyle {\begin{Bmatrix}p\\q\end{Bmatrix}}} или r{p,q}, с диаграммой Коксетера  или  имеет квазиправильное усечение, определённое как {\displaystyle t{\begin{Bmatrix}p\\q\end{Bmatrix}}} или tr{p,q} (с диаграммой Коксетера  или ) и квазиправильную плосконосую форму, определённую как альтернированное усечение полного усечения {\displaystyle ht{\begin{Bmatrix}p\\q\end{Bmatrix}}=s{\begin{Bmatrix}p\\q\end{Bmatrix}}} или htr{p,q} = sr{p,q} (с диаграммой Коксетера  или ).
Например, плосконосый куб Кеплера получается из квазирегулярного кубооктаэдра с вертикальным символом Шлефли {\displaystyle {\begin{Bmatrix}4\\3\end{Bmatrix}}} (и диаграммой Коксетера ) и более точно называется плосконосый кубооктаэдр, который выражается символом Шлефли {\displaystyle s{\begin{Bmatrix}4\\3\end{Bmatrix}}} (с диаграммой Коксетера ). Плосконосый кубооктаэдр является альтернацией усечённого кубооктаэдра {\displaystyle t{\begin{Bmatrix}4\\3\end{Bmatrix}}} ().
Правильные многогранники с чётным порядком вершин также могут быть приведены к плосконосой форме как альтернированное усечение, подобно как плосконосый октаэдр {\displaystyle s{\begin{Bmatrix}3,4\end{Bmatrix}}} () (и плосконосый тетратетаэдр  {\displaystyle s{\begin{Bmatrix}3\\3\end{Bmatrix}}}, ) представляет псевдоикосаэдр, правильный икосаэдр с пиритоэдральной симметрией.  Плосконосый октаэдр является альтернированной формой усечённого октаэдра, {\displaystyle t{\begin{Bmatrix}3,4\end{Bmatrix}}} (), или в форме тетраэдральной симметрии: {\displaystyle t{\begin{Bmatrix}3\\3\end{Bmatrix}}} и .
|                              | Усечённый t                    | Альтернированный h             |
| Октаэдр O                    | Усечённый октаэдр tO           | Плосконосый октаэдр htO или sO |
| ---------------------------- | ------------------------------ | ------------------------------ |
| {3,4}                        | t{3,4}                         | ht{3,4} = s{3,4}               |
| node_1 · 3 · node · 4 · node | node_1 · 3 · node_1 · 4 · node | node_h · 3 · node_h · 4 · node |
|                              |                                |                                |

Операция отсечения вершин (носов) Коксетера позволяет также определить n-антипризму как {\displaystyle s{\begin{Bmatrix}2\\n\end{Bmatrix}}} или {\displaystyle s{\begin{Bmatrix}2,2n\end{Bmatrix}}} на основе n-призм {\displaystyle t{\begin{Bmatrix}2\\n\end{Bmatrix}}} или {\displaystyle t{\begin{Bmatrix}2,2n\end{Bmatrix}}}, а {\displaystyle {\begin{Bmatrix}2,n\end{Bmatrix}}} является правильным осоэдром, вырожденным многогранником, который является допустимой мозаикой на сфере с двуугольными или луноподобными гранями.
| Рисунок             |                                                                      |                                                                     |                                                                     |                                                                      |                                                                      |                                                                      |                                                                   |                                                                             |
| Диаграммы Коксетера | node_h · 2x · node_h · 4 · node · node_h · 2x · node_h · 2x · node_h | node_h · 2x · node_h · 6 · node · node_h · 2x · node_h · 3 · node_h | node_h · 2x · node_h · 8 · node · node_h · 2x · node_h · 4 · node_h | node_h · 2x · node_h · 10 · node · node_h · 2x · node_h · 5 · node_h | node_h · 2x · node_h · 12 · node · node_h · 2x · node_h · 6 · node_h | node_h · 2x · node_h · 14 · node · node_h · 2x · node_h · 7 · node_h | ... · ...                                                         | node_h · 2x · node_h · infin · node · node_h · 2x · node_h · infin · node_h |
| Символ Шлефли       | s{2,4}                                                               | s{2,6}                                                              | s{2,8}                                                              | s{2,10}                                                              | s{2,12}                                                              | s{2,14}                                                              | s{2,16}...                                                        | s{2,∞}                                                                      |
| Символ Шлефли       | sr{2,2} {\displaystyle s{\begin{Bmatrix}2\\2\end{Bmatrix}}}          | sr{2,3} {\displaystyle s{\begin{Bmatrix}2\\3\end{Bmatrix}}}         | sr{2,4} {\displaystyle s{\begin{Bmatrix}2\\4\end{Bmatrix}}}         | sr{2,5} {\displaystyle s{\begin{Bmatrix}2\\5\end{Bmatrix}}}          | sr{2,6} {\displaystyle s{\begin{Bmatrix}2\\6\end{Bmatrix}}}          | sr{2,7} {\displaystyle s{\begin{Bmatrix}2\\7\end{Bmatrix}}}          | sr{2,8}... {\displaystyle s{\begin{Bmatrix}2\\8\end{Bmatrix}}}... | sr{2,∞} {\displaystyle s{\begin{Bmatrix}2\\\infty \end{Bmatrix}}}           |
| Нотация Конвея      | A2 = T                                                               | A3 = O                                                              | A4                                                                  | A5                                                                   | A6                                                                   | A7                                                                   | A8...                                                             | A∞                                                                          |

Тот же процесс применим для плосконосых мозаик:
| Треугольная мозаика Δ        | Усечённая треугольная мозаика tΔ | Плосконосая треугольная мозаика htΔ = sΔ |
| ---------------------------- | -------------------------------- | ---------------------------------------- |
| {3,6}                        | t{3,6}                           | ht{3,6} = s{3,6}                         |
| node_1 · 3 · node · 6 · node | node_1 · 3 · node_1 · 6 · node   | node_h · 3 · node_h · 6 · node           |
|                              |                                  |                                          |

### Примеры
| Пространство        | Сферическое                     | Сферическое                    | Евклидово                      | Гиперболическое                | Гиперболическое                | Гиперболическое                | Гиперболическое                | Гиперболическое |
| ------------------- | ------------------------------- | ------------------------------ | ------------------------------ | ------------------------------ | ------------------------------ | ------------------------------ | ------------------------------ | --------------- |
| Рисунок             |                                 |                                |                                |                                |                                |                                |                                |                 |
| Диаграмма Коксетера | node_h · 2x · node_h · 4 · node | node_h · 3 · node_h · 4 · node | node_h · 4 · node_h · 4 · node | node_h · 5 · node_h · 4 · node | node_h · 6 · node_h · 4 · node | node_h · 7 · node_h · 4 · node | node_h · 8 · node_h · 4 · node | ...             |
| Символ Шлефли       | s{2,4}                          | s{3,4}                         | s{4,4}                         | s{5,4}                         | s{6,4}                         | s{7,4}                         | s{8,4}                         | ...s{∞,4}       |

| Пространство        | Сферическая                                         | Сферическая                                         | Сферическая                                         | Сферическая                                         | Евклидово                                           | Гиперболическое                                     | Гиперболическое                                     | Гиперболическое                                           |
| ------------------- | --------------------------------------------------- | --------------------------------------------------- | --------------------------------------------------- | --------------------------------------------------- | --------------------------------------------------- | --------------------------------------------------- | --------------------------------------------------- | --------------------------------------------------------- |
| Рисунок             |                                                     |                                                     |                                                     |                                                     |                                                     |                                                     |                                                     |                                                           |
| Диаграмма Коксетере | node_h · 2x · node_h · 3 · node_h                   | node_h · 3 · node_h · 3 · node_h                    | node_h · 4 · node_h · 3 · node_h                    | node_h · 5 · node_h · 3 · node_h                    | node_h · 6 · node_h · 3 · node_h                    | node_h · 7 · node_h · 3 · node_h                    | node_h · 8 · node_h · 3 · node_h                    | ...                                                       |
| Символ Шлефли       | sr{2,3}                                             | sr{3,3}                                             | sr{4,3}                                             | sr{5,3}                                             | sr{6,3}                                             | sr{7,3}                                             | sr{8,3}                                             | ...sr{∞,3}                                                |
| Символ Шлефли       | {\displaystyle s{\begin{Bmatrix}2\\3\end{Bmatrix}}} | {\displaystyle s{\begin{Bmatrix}3\\3\end{Bmatrix}}} | {\displaystyle s{\begin{Bmatrix}4\\3\end{Bmatrix}}} | {\displaystyle s{\begin{Bmatrix}5\\3\end{Bmatrix}}} | {\displaystyle s{\begin{Bmatrix}6\\3\end{Bmatrix}}} | {\displaystyle s{\begin{Bmatrix}7\\3\end{Bmatrix}}} | {\displaystyle s{\begin{Bmatrix}8\\3\end{Bmatrix}}} | {\displaystyle s{\begin{Bmatrix}\infty \\3\end{Bmatrix}}} |
| Нотация Конвея      | A3                                                  | sT                                                  | sC или sO                                           | sD или sI                                           | sΗ или sΔ                                           |                                                     |                                                     |                                                           |

| Пространство        | Сферическое                                         | Сферическое                                         | Евклидово                                           | Гиперболическое                                     | Гиперболическое                                     | Гиперболическое                                     | Гиперболическое                                     | Гиперболическое                                           |
| ------------------- | --------------------------------------------------- | --------------------------------------------------- | --------------------------------------------------- | --------------------------------------------------- | --------------------------------------------------- | --------------------------------------------------- | --------------------------------------------------- | --------------------------------------------------------- |
| Рисунок             |                                                     |                                                     |                                                     |                                                     |                                                     |                                                     |                                                     |                                                           |
| Диаграмма Коксетера | node_h · 2x · node_h · 4 · node_h                   | node_h · 3 · node_h · 4 · node_h                    | node_h · 4 · node_h · 4 · node_h                    | node_h · 5 · node_h · 4 · node_h                    | node_h · 6 · node_h · 4 · node_h                    | node_h · 7 · node_h · 4 · node_h                    | node_h · 8 · node_h · 4 · node_h                    | ...                                                       |
| Символ Шлефли       | sr{2,4}                                             | sr{3,4}                                             | sr{4,4}                                             | sr{5,4}                                             | sr{6,4}                                             | sr{7,4}                                             | sr{8,4}                                             | ...sr{∞,4}                                                |
| Символ Шлефли       | {\displaystyle s{\begin{Bmatrix}2\\4\end{Bmatrix}}} | {\displaystyle s{\begin{Bmatrix}3\\4\end{Bmatrix}}} | {\displaystyle s{\begin{Bmatrix}4\\4\end{Bmatrix}}} | {\displaystyle s{\begin{Bmatrix}5\\4\end{Bmatrix}}} | {\displaystyle s{\begin{Bmatrix}6\\4\end{Bmatrix}}} | {\displaystyle s{\begin{Bmatrix}7\\4\end{Bmatrix}}} | {\displaystyle s{\begin{Bmatrix}8\\4\end{Bmatrix}}} | {\displaystyle s{\begin{Bmatrix}\infty \\4\end{Bmatrix}}} |
| Нотация Конвея      | A4                                                  | sC или sO                                           | sQ                                                  |                                                     |                                                     |                                                     |                                                     |                                                           |

### Неоднородные плосконосые многогранники
У неоднородных многогранников, для которых в вершины  сходятся чётное число рёбер, могут быть  отсечены вершины, включая некоторые бесконечные наборы, например:
|                                      |
| Плосконосая квадратная бипирамида    |
|                                      |
| Плосконосая шестиугольная бипирамида |

|  |

| Рисунок       |                                                               |                                                               |                                                               | ...                                                              |
| Символ Шлефли | ss{2,4}                                                       | ss{2,6}                                                       | ss{2,8}                                                       | ss{2,10}...                                                      |
| Символ Шлефли | ssr{2,2} {\displaystyle ss{\begin{Bmatrix}2\\2\end{Bmatrix}}} | ssr{2,3} {\displaystyle ss{\begin{Bmatrix}2\\3\end{Bmatrix}}} | ssr{2,4} {\displaystyle ss{\begin{Bmatrix}2\\4\end{Bmatrix}}} | ssr{2,5}... {\displaystyle ss{\begin{Bmatrix}2\\5\end{Bmatrix}}} |

### Однородные плосконосые звёздчатые многогранники Коксетера
Плосконосые звёздчатые многогранники строятся по треугольнику Шварца (p q r) с рациональными зеркалами, в котором все зеркала активны и альтернированы.
| · s{3/2,3/2} · | · s{(3,3,5/2)} ·   | · sr{5,5/2} · | · s{(3,5,5/3)} · | · sr{5/2,3} ·  |
| · sr{5/3,5} ·  | · s{(5/2,5/3,3)} · | · sr{5/3,3} · | s{(3/2,3/2,5/2)} | · s{3/2,5/3} · |

### Плосконосые многогранники и соты Коксетера в пространствах высокой размерности
В общем случае правильные 4-мерные многогранники с символом Шлефли, {\displaystyle {\begin{Bmatrix}p,q,r\end{Bmatrix}}} и  диаграммой Коксетера  имеет плосконосую форму с расширенным символом Шлефли {\displaystyle s{\begin{Bmatrix}p,q,r\end{Bmatrix}}} и диаграммой  .
Полноусечённый многогранник {\displaystyle {\begin{Bmatrix}p\\q,r\end{Bmatrix}}} = r{p,q,r}, and   has snub symbol {\displaystyle s{\begin{Bmatrix}p\\q,r\end{Bmatrix}}} = sr{p,q,r}, and .

### Примеры

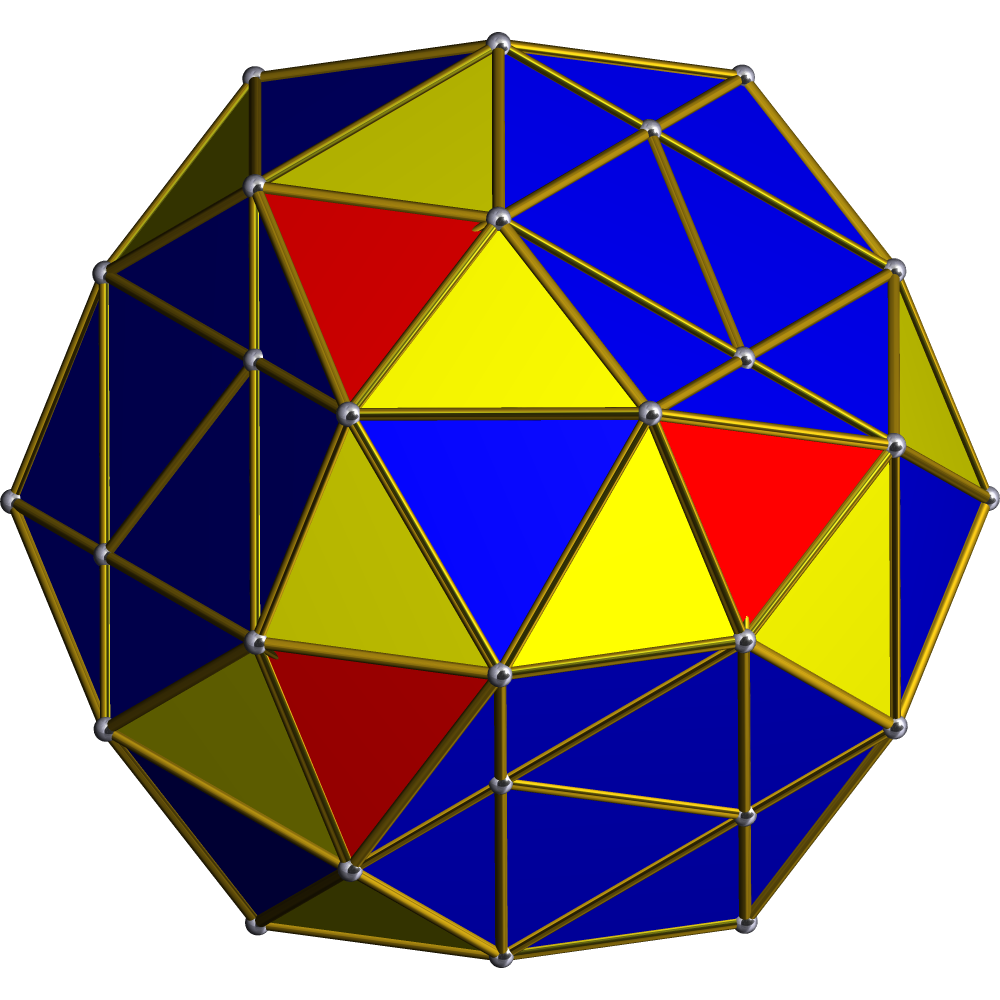
Ортогональная проекция

Существует лишь один однородный плосконосый многогранник в 4-мерном пространстве, Плосконосый 24-ячейник. Правильный двадцатичетырёхъячейник имеет  символ Шлефли, {\displaystyle {\begin{Bmatrix}3,4,3\end{Bmatrix}}} и  диаграмму Коксетера , а плосконосый 24-ячейник представляется символом {\displaystyle s{\begin{Bmatrix}3,4,3\end{Bmatrix}}} и диаграммой диаграмма Коксетера . Он имеет также построение с более низкой симметрией с индексом 6 как {\displaystyle s\left\{{\begin{array}{l}3\\3\\3\end{array}}\right\}} или s{31,1,1} и , и симметрией с индексом 3 как {\displaystyle s{\begin{Bmatrix}3\\3,4\end{Bmatrix}}} или sr{3,3,4},  или .
Связанные Плосконосые 24-ячейные соты модно рассматривать как {\displaystyle s{\begin{Bmatrix}3,4,3,3\end{Bmatrix}}} или s{3,4,3,3},  , тело с более низкой симметрией как {\displaystyle s{\begin{Bmatrix}3\\3,4,3\end{Bmatrix}}} или sr{3,3,4,3} ( или ), и с наименьшей симметрией как {\displaystyle s\left\{{\begin{array}{l}3\\3\\3\\3\end{array}}\right\}} или s{31,1,1,1} ().
Евклидовыми сотами являются альтернированные шестиугольные пластинчатые соты, s{2,6,3} () или sr{2,3,6} () или sr{2,3[3]} ().
Другими евклидовыми (равнорёберными) сотами являются альтернированные квадратные пластинчатые соты s{2,4,4} (and ) или sr{2,41,1} ():
Единственными однородными плосконосыми гиперболическими сотами являются плосконосые шестиугольные мозаичные соты, s{3,6,3} и , которые можно построить также как Альтернированные шестиугольные мозаичные соты, h{6,3,3}, . It is also constructed as s{3[3,3]} and .
Другими гиперболическими (равнорёберными) сотами являются плосконосые октаэдральные соты порядка 4, s{3,4,4} и .